# Glaucias (officier)
Pour les articles homonymes, voir Glaucias (homonymie).
Glaucias (en grec ancien Γλαυκίας / Glaukias) est un officier de l'armée macédonienne durant les conquêtes d'Alexandre le Grand. Il est mentionné comme ayant participé à la bataille de Gaugamèles.
Il est peut-être celui qui a assassiné, sur ordre de Cassandre, le jeune Alexandre IV et sa mère Roxane dans la citadelle d'Amphipolis en 310 av. J.-C.